# 乃木貴寛
乃木　貴寬（のぎ たかひろ、1948年6月9日 - ）は、京都府出身の俳優、司会者。劇団往来所属。

## プロフィール
- 師匠は横山ノック。
- 1993年劇団往来参加。
- 1975年から5年間「奥様お買い得です」（KBS京都）に司会者として帯レギュラーを持つ。

## 出演

### 舞台
- 『青空のピコ』
- 『温羅の千年』
- 『Moon Child』
- 『安楽兵舎V・S・O・P』
- 『予告殺人』
- 『英国少女殺人事件〜名探偵VS霊媒師〜』
- 『ステージドアの向こうに』
- 『・・・もう一人の君に!〜夏子〜』
- 『煙が目にしみる』
- 『赤いハートと蒼い月』
- 『虫』
- 『セチュアンの善人』
- 『母〜おふくろ〜』
- 『のこした影』（一人芝居）
- 『麻倉未稀ナゾの事件を追え！！』
- 『マジシャン・ジョニー広瀬殺人事件』

### ドラマ
- スターの恋人（韓国KBS） - チェジウの執事 役
- DRAMATIC-J B.A.D.なふたり（関西テレビ）
- 京都へおこしやす！（毎日放送）
- 車椅子の金メダル（毎日放送）
- ゴースト・ママ（毎日放送）
- ピュア・ラブII（毎日放送）
- アーバンポリス（朝日放送）

### バラエティー
- MBSヤングタウン（毎日放送）
- パンパカ天国（讀賣テレビ）
- たかじんnoばぁ〜（讀賣テレビ）

### CM
- KINCHO「蚊と戦うKINCHO」シリーズ（2015年） - カー・オルデー 役

### 声優
- あっちこっち丁稚（朝日放送） - アイドルキャラクターの声